# Helictotrichon junghuhnii
Helictotrichon junghuhnii là một loài thực vật có hoa trong họ Hòa thảo. Loài này được (Buse) Henrard mô tả khoa học đầu tiên năm 1940.